# Buchet de trandafiri
Buchet de trandafiri (укр. букет троянд) — четвертий сингл гурту Akcent. Одночасно є першим з альбому «100 bpm». Пісня посіла 5 місце в чарті Румунії.

## Трек-лист
1. Buchet de trandafiri (версія 2003)
2. Buchet de trandafiri (версія 2005)

## Відеокліп
Офіційна версія відео була представлена 2003 року. На початку показано учасників гурту, що грають у тенісній залі. Після цього до них приєднуються 4 дівчини, і Маріуш Неделку заводить розмову з однією з них. Шорін Бротней виконує свій куплет у ванній кімнаті, а Міхай Груя на сцені у темній залі. Едріан Сине виконує кожен приспів, і разом з іншими учасниками виконує танець перед дівчатами. Завершується відео сценою прощання музикантів з дівчатами, даруючи їм троянди.
Також існує неофіційна версія відео.